# 四國犬
四國犬是日本四國地方（主要是高知縣）原產的中型犬品種，是日本犬中的一種。過去也稱為土佐犬（日语：とさけん・とさいぬ），與有同樣稱呼的土佐鬥犬是不同的品種。該種犬類以「土佐犬」之名被指定為日本國的天然紀念物。

## 特色
四國犬是一種自古以來就被稱作是「土佐犬」的中型犬，由於會跟土佐鬥犬混淆的關係，所以改稱為四國犬。
該犬種培育的目的是為了在四國山地周邊的山村裡協助狩獵鹿、山豬等相關事務，因而有能夠承受在山地猛烈狩獵活動的體力及持久力，對於副熱帶濕潤氣候的適應力很強。體格比柴犬還要大。
由於對於主人非常地忠心，對外人相當警戒，所以很適合作為看門狗。此外因為可能會突然去咬陌生人，相當有攻擊性，所以散步時需要多加注意。
該犬種在1937年（日昭和12年）6月15日時由日本文部省（現在的文部科學省）指定為天然紀念物。
本來該犬種還有依地域特性分為本川系、幡多系、安藝系等等，但是由於安藝系的衰退，殘存的本川系與幡多系混血之故，已經沒有地域特性了。

## 與日本狼目擊情報有關的混亂
因為四國犬是日本犬中被認為最有原始樣貌的犬種，所以有傳說該犬種是獵犬與日本狼（学名：Canis lupus hodophilax）交配而生的，再加上外表的相似而使這種說法常常被提起。而也因為如此在有目擊日本狼的情報時，常會認為是不是把四國犬誤當成日本狼了。代表性事件如2000年7月8日時在祖母山系的目擊情報
。
在這之後的2001年3月，在大分縣緒方町傾山的山中小屋發現了寫著「平成12年7月8日，在這個地方所拍攝、誤認成日本狼而引發騷動的東西是純種的四國犬。造成相關各方及大眾媒體的麻煩，真的是非常抱歉。造成這種情況的原因是有狗被放掉了」的謝罪文書的紙。
然而並沒有找到寫下這張紙的人，此外也有指出被拍攝到的動物其頭部雖然與四國犬有相似之處，但長長的四肢與軀體的特徵明顯是四國犬所沒有的說法，以及那張紙可能是要惡意中傷的意見（順帶一提，在這張紙被發現前一個月，節目「たけしの万物創世紀」便將在那之前未公開的攝影地點給公開，而有這件事是看了這個節目的人所做的意見）。
事情的始末，在攝影者西田智所著的《日本狼還生存著》（ニホンオオカミは生きている，二見書房、2007年）一書中有詳細提到。

## 外部連結
- 四国犬（页面存档备份，存于）
- 四国犬のホームページへようこそ
- 我家に四国犬がやって来た!!
- おいでませ!!一番ちゃんの部屋へ（页面存档备份，存于）
- JanJanNEWS 四国犬って、どんな犬？